# Never Too Far
A Never Too Far Mariah Carey amerikai popénekesnő második kislemeze tizedik, Glitter című albumáról. A dal a Glitter című film betétdala; a filmben a Carey alakította Billie Frank és szerelme írják együtt, és Billie akkor adja elő egy koncerten, amikor megtudja, hogy a férfi meghalt. A dalt Carey együtt írta a Jimmy Jam és Terry Lewis szerzőpárossal. Ez volt Carey első olyan dala, amit csak a rádióknak küldtek el az Egyesült Államoknak és nem került kereskedelmi forgalomba, miután 1998-ban a Billboard megváltoztatta a szabályait és a kereskedelmi forgalomba kerülő kislemezen ki nem adott dalok is felkerülhettek a Hot 100 slágerlistára.

## Fogadtatása
A Never Too Far lett Carey első, az Egyesült Államokban megjelentetett kislemeze, ami nem került fel a Billboard Hot 100 slágerlistára, de a Billboard Bubbling Under Hot 100 Singles listán, ami a Hot 100 lista 100.–125. helyét jelenti, elérte az 5. helyet. Az amerikai R&B rádióadóknak nem küldték el.
Az Egyesült Királyságban és Ausztráliában a dal dupla A-oldalas kislemezként jelent meg a Don’t Stop (Funkin’ 4 Jamaica) című dallal, de nem aratott nagy sikert. Németországban, Svájcban, Hollandiában és Svédországban nem került a Top 40-be. Olaszországban és Spanyolországban épp hogy nem került be a Top 20-ba, Brazíliában azonban egy hétig listavezető volt. Ázsiában az MTV Asia Hitlist negyedik helyére került, annak köszönhetően, hogy nagy népszerűségre tett szert a Fülöp-szigeteken, ahol a megjelenése után egy hónappal listavezető lett.

## Videóklip és remixek
A dalhoz nem készültek remixek, de létezik egy rádiós változat, amiben rövidebbre vágták az intrót. Egy másik változat a Never Too Far és az 1993-as Hero című dal egyvelege, a Never Too Far/Hero Medley, ami jótékonysági kislemezként jelent meg, és felkerült a Billboard Hot 100-ra.
Carey nem tudott videóklipet forgatni a dalhoz, mert sokáig lábadozott az idegkimerülésből, amibe a túlhajszolt munka és magánéleti válságok miatt került. A dalhoz készült videóklipet így a Glitter jeleneteiből vágták össze, ahol Billie Frank első koncertjén adja elő a dalt a Madison Square Gardenben.

## Változatok
CD kislemez (Európa)
1. Never Too Far (Edit)
2. Don’t Stop (Funkin’ 4 Jamaica)

CD maxi kislemez (Európa, Ausztrália, Malajzia)
1. Never Too Far (Edit)
2. Don’t Stop (Funkin’ 4 Jamaica)
3. Loverboy (Drums of Love)
4. Never Too Far (videóklip)

12" maxi kislemez (Európa)
1. Don’t Stop (Funkin’ 4 Jamaica)
2. Don’t Stop (Funkin’ 4 Jamaica) (Instrumental)
3. Never Too Far (Album version)

12" maxi kislemez (USA)
1. Don’t Stop (Funkin’ 4 Jamaica) (Radio version)
2. Don’t Stop (Funkin’ 4 Jamaica) (Instrumental)
3. Never Too Far (Radio Edit)
4. Never Too Far (Album version)

Kazetta (Európa)
1. Never Too Far (Edit)
2. Don’t Stop (Funkin’ 4 Jamaica)
3. Loverboy (MJ Cole London Dub Mix)

## Helyezések
| Slágerlista (2001)                           | Legmagasabb helyezés | Hányadik listavezető |
| -------------------------------------------- | -------------------- | -------------------- |
| USA Billboard Bubbling Under Hot 100 Singles | 5                    | –                    |
| USA Billboard Adult Contemporary             | 17                   | –                    |
| USA ARC Weekly Top 40                        | 14                   | –                    |
| Ausztrál Top 100 kislemez1                   | 36                   | –                    |
| Brazil kislemezlista                         | 1 (1 hétig)          | 5.                   |
| Brit Top 75 kislemez1                        | 32                   | –                    |
| Holland Mega Top 100                         | 67                   | –                    |
| Német Top 100 kislemez                       | 97                   | –                    |
| Olasz Top 50 kislemez                        | 22                   | –                    |
| Spanyol Cadena 100 kislemez                  | 22                   | –                    |
| Svájci Top 100 kislemez                      | 65                   | –                    |
| Svéd Top 60 kislemez                         | 56                   | –                    |

1 Never Too Far/Don’t Stop (Funkin’ 4 Jamaica)